# Travis Willingham
Travis Hampton Willingham (3 de agosto de 1981, Dallas, Texas, Estados Unidos) é um dublador americano. Ele é membro do elenco da websérie Critical Role, no qual ele e outros colegas jogam Dungeons & Dragons.

## Infância e Adolescência
Travis Willingham nasceu em Dallas.  Ele tem um irmão chamado Carson. Seu interesse por atuação começou na quinta série. Após a sexta série, ele saiu de uma escola particular e passou a estudar na J.L. Long Middle School. Mais tarde, formou-se na Woodrow Wilson High School,  e cursou a Texas Christian University.

## Carreira
Willingham ficou famoso no cenário de dubladores ao interpretar Roy Mustang em Fullmetal Alchemist, papel reprisado no Fullmetal Alchemist: Brotherhood. Outros papéis notáveis incluem D. Ace em One Piece, Thor em vários projetos da Marvel, e Knuckles da série Sonic the Hedgehog.
Após o sucesso de Critical Role, inicialmente produzida pela Geek & Sundry, a equipe decidiu criar sua própria empresa de produção, com a Critical Role Productions surgindo desta iniciativa, na qual Willingham atua como CEO.

## Vida pessoal

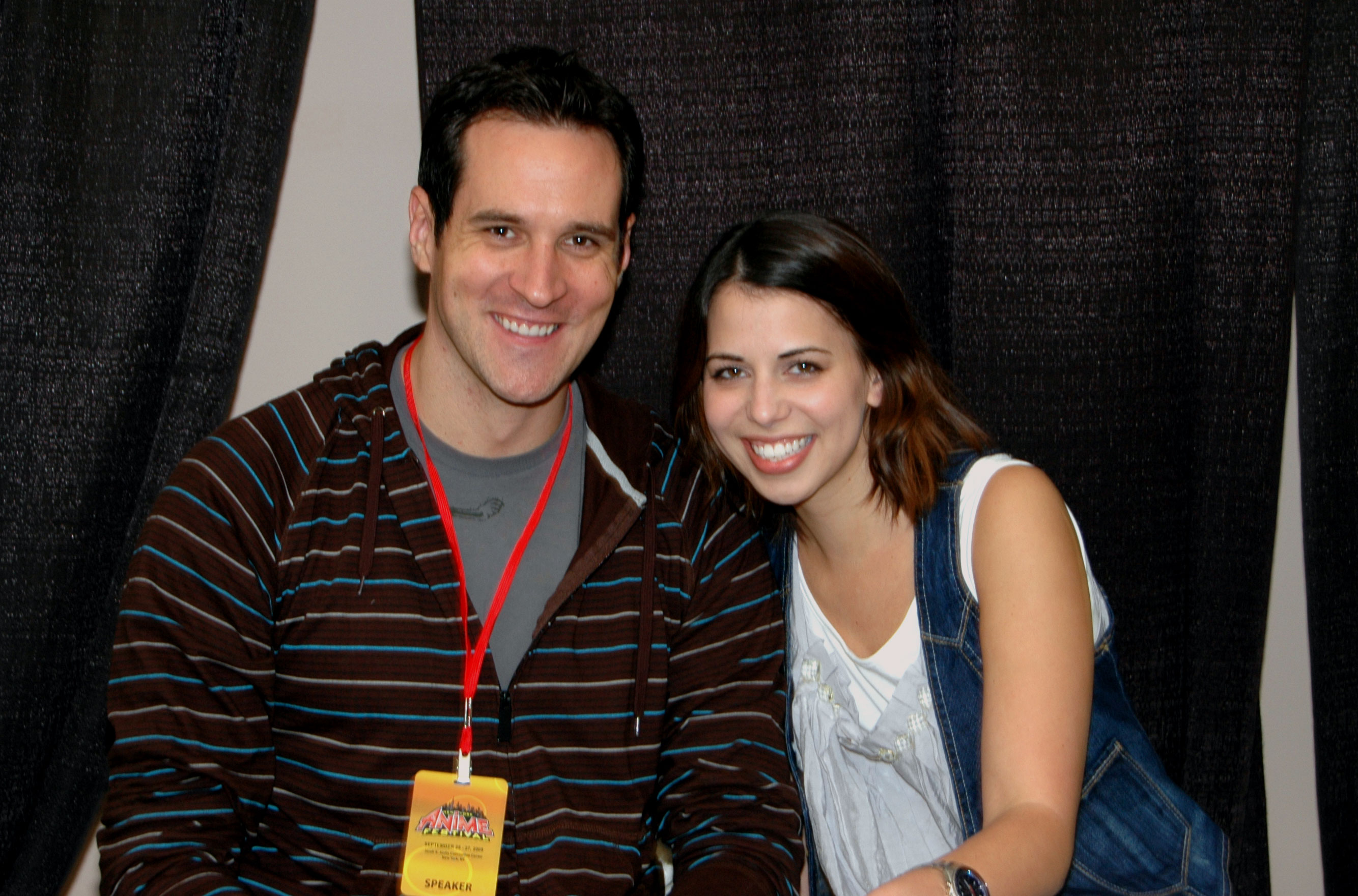
Willingham com sua esposa, Laura Bailey.

Willingham casou com a dubladora Laura Bailey em 25 de setembro de 2011. Eles moram em Los Angeles e em 28 de junho de 2018 tiveram um filho, Ronin.

## Filmografia

### Animes
| Ano                  | Título                                | Papel                                            | Obs.         | Fonte        |
| -------------------- | ------------------------------------- | ------------------------------------------------ | ------------ | ------------ |
| 2004–2006            | Fullmetal Alchemist                   | Roy Mustang                                      |              | [ 6 ] [ 7 ]  |
| 2007-2009, 2014–2016 | One Piece                             | Portgas D. Ace                                   |              | [ 14 ]       |
| 2008–2009            | Ouran High School Host Club           | Takashi Morinozuka                               |              | [ 15 ]       |
| 2009                 | Street Fighter IV: The Ties That Bind | Guile                                            | OVA          | [ 7 ]        |
| 2009                 | D.Gray-man                            | Yu Kanda                                         |              | [ 16 ] [ 7 ] |
| 2010-2012            | Fullmetal Alchemist: Brotherhood      | Roy Mustang                                      | Série e OVAs | [ 17 ]       |
| 2012–2013            | Tiger & Bunny                         | Antonio Lopez / Rock Bison                       |              | [ 18 ]       |
| 2013                 | Digimon Fusion                        | Knightmon, Vilemon, Angemon, Musymon, Karatenmon |              | [ 7 ]        |
| 2015                 | BlazBlue Alter Memory                 | Relius Clover                                    |              | [ 19 ]       |
| 2016                 | Sengoku Basara: End of Judgement      | Katakura Kojuro                                  |              | [ 20 ]       |

### Animações
| Ano           | Título                                         | Papel                                              | Obs.           | Fonte               |
| ------------- | ---------------------------------------------- | -------------------------------------------------- | -------------- | ------------------- |
| 2009-2011     | The Super Hero Squad Show                      | Hulk, Tocha Humana, Grey Hulk, Hans, outros        |                | [ 7 ]               |
| 2010          | G.I. Joe: Renegades                            | Sully, outros                                      |                | [ 7 ]               |
| 2012          | The Legend of Korra                            | Ganbat, outros                                     |                | [ 7 ]               |
| 2012-2015     | Ultimate Spider-Man                            | Thor, Skurge, Wodin                                |                | [ 7 ]               |
| 2012-2018     | Sofia the First                                | King Roland II                                     |                | [ 7 ]               |
| 2013-2019     | Avengers Assemble                              | Thor, Space Phantom, Bulldozer, Trick Shot, outros |                | [ 7 ] [ 21 ] [ 22 ] |
| 2013-2015     | Hulk and the Agents of S.M.A.S.H.              | Thor, Frost Giant Commander                        |                | [ 7 ]               |
| 2013          | Lego Marvel Super Heroes: Maximum Overload     | Thor                                               | Especial de TV | [ 7 ]               |
| 2014-2017     | Sonic Boom                                     | Knuckles, Soar                                     |                | [ 23 ]              |
| 2015          | DC Super Friends                               | Lex Luthor                                         |                | [ 24 ]              |
| 2015          | Lego Marvel Super Heroes: Avengers Reassembled | Thor, Yellowjacket                                 | Especial de TV | [ 7 ] [ 25 ]        |
| 2016-2017     | Guardians of the Galaxy                        | Thor, Hogun                                        |                | [ 7 ] [ 26 ]        |
| 2016–presente | Camp Camp                                      | Cameron Campbell                                   |                | [ 27 ] [ 28 ]       |
| 2016          | Ben 10                                         | Cannonbolt, outros                                 |                | [ 7 ]               |
| 2017-2020     | Spider-Man                                     | Sandman, Thor                                      |                | [ 7 ]               |

### Filmes
| Ano  | Título                                          | Papel                      | Obs. | Fonte  |
| ---- | ----------------------------------------------- | -------------------------- | ---- | ------ |
| 2006 | Fullmetal Alchemist: The Conqueror of Shamballa | Roy Mustang                |      | [ 7 ]  |
| 2008 | Vexille                                         | Cdr. Leon Fayden           |      | [ 29 ] |
| 2012 | Fullmetal Alchemist: The Sacred Star of Milos   | Roy Mustang                |      | [ 7 ]  |
| 2012 | Little Big Panda                                | Brutus                     |      | [ 7 ]  |
| 2013 | Mass Effect: Paragon Lost                       | Captain Toni               |      | [ 7 ]  |
| 2013 | Sengoku Basara: The Last Party                  | Katakura Kojuro            |      | [ 7 ]  |
| 2013 | Scooby-Doo! Stage Fright                        | Waldo                      |      | [ 7 ]  |
| 2014 | Batman: Assault on Arkham                       | Morgue Guy                 |      | [ 7 ]  |
| 2014 | JLA Adventures: Trapped in Time                 | Gorilla Grodd              |      | [ 7 ]  |
| 2015 | Tiger and Bunny: The Rising                     | Antonio Lopez / Rock Bison |      | [ 18 ] |
| 2015 | Marvel's Super Hero Adventures: Frost Fight     | Thor                       |      | [ 7 ]  |
| 2016 | Batman: Bad Blood                               | The Heretic                |      | [ 7 ]  |
| 2020 | Superman: Red Son                               | Superior Man / Guy Gardner |      | [ 7 ]  |

### Jogos eletrônicos
| Ano           | Título                                             | Papel                                                                                             | Obs.                              | Fonte                                     |
| ------------- | -------------------------------------------------- | ------------------------------------------------------------------------------------------------- | --------------------------------- | ----------------------------------------- |
| 2005          | Fullmetal Alchemist 2: Curse of the Crimson Elixir | Roy Mustang                                                                                       |                                   | [ 7 ]                                     |
| 2005          | Fullmetal Alchemist and the Broken Angel           | Roy Mustang                                                                                       |                                   | [ 7 ]                                     |
| 2008          | The World Ends with You                            | Yodai Higashizawa                                                                                 |                                   | [ 7 ]                                     |
| 2009-2014     | Street Fighter IV                                  | Guile                                                                                             | Também em SSF IV Super e Ultra    | [ 7 ]                                     |
| 2009          | Star Ocean: The Last Hope                          | Bacchus D-79                                                                                      |                                   | [ 7 ]                                     |
| 2009          | Magna Carta 2                                      | Raud                                                                                              |                                   | [ 7 ]                                     |
| 2009–presente | League of Legends                                  | Talon                                                                                             |                                   | [ 7 ]                                     |
| 2009–presente | Dragon Ball: Raging Blast                          | Cell                                                                                              |                                   | [ 7 ]                                     |
| 2010          | Transformers: War for Cybertron                    | Sideswipe                                                                                         |                                   | [ 7 ]                                     |
| 2010          | Valkyria Chronicles II                             | Narrador, Hubert Brixham                                                                          |                                   | [ 7 ]                                     |
| 2010          | Dragon Ball Z: Tenkaichi Tag Team                  | Cell                                                                                              |                                   | [ 7 ]                                     |
| 2010          | Dragon Ball: Raging Blast 2                        | Cell                                                                                              |                                   | [ 7 ]                                     |
| 2010          | Marvel Super Hero Squad: The Infinity Gauntlet     | Hulk                                                                                              |                                   | [ 7 ]                                     |
| 2011          | Dragon Ball Z: Ultimate Tenkaichi                  | Cell                                                                                              |                                   | [ 7 ]                                     |
| 2011          | Catherine                                          | Jonathan "Jonny" Ariga                                                                            |                                   | [ 7 ]                                     |
| 2012          | Binary Domain                                      | Dan Marshall                                                                                      |                                   | [ 7 ]                                     |
| 2012          | Armored Core V                                     | Leon, City Police AC, AC Pilot                                                                    |                                   | [ 30 ]                                    |
| 2012          | Halo 4                                             | Jul 'Mdama                                                                                        |                                   | [ 7 ]                                     |
| 2012          | Lego Batman 2: DC Super Heroes                     | Superman                                                                                          |                                   | [ 7 ]                                     |
| 2012          | Street Fighter x Tekken                            | Guile                                                                                             |                                   | [ 7 ]                                     |
| 2012          | Transformers: Fall of Cybertron                    | Sideswipe, Onslaught, Slug, Hot Shot                                                              |                                   | [ 7 ]                                     |
| 2012          | World of Warcraft: Mists of Pandaria               | Rell Nightwind, Rivett Clutchpop, Grizzle Gearslip                                                |                                   | [ 7 ]                                     |
| 2012          | Dragon Ball Z: For Kinect                          | Cell                                                                                              |                                   | [ 7 ]                                     |
| 2013          | Fire Emblem Awakening                              | Lon'Qu, Brady                                                                                     |                                   | [ 7 ]                                     |
| 2013          | Gears of War: Judgment                             | COG Sergeant, Onyx Officer                                                                        |                                   | [ 31 ]                                    |
| 2013          | Metro: Last Light                                  | Outros                                                                                            |                                   | [ 32 ]                                    |
| 2013-2015     | Disney Infinity series                             | Thor                                                                                              |                                   | [ 33 ] [ 34 ] [ 35 ]                      |
| 2013          | Grand Theft Auto V                                 | Membros da população                                                                              |                                   | [ 36 ]                                    |
| 2013          | Aliens: Colonial Marines                           | O'Neal                                                                                            |                                   | [ 7 ]                                     |
| 2013          | Fuse                                               | Raven Guard, Grigori                                                                              |                                   | [ 7 ]                                     |
| 2013          | Killer Is Dead                                     | Hamada-Yama                                                                                       |                                   | [ 7 ]                                     |
| 2013–16       | Série Naruto                                       | Jugo, Zetsu                                                                                       |                                   | [ 7 ]                                     |
| 2013          | Metal Gear Rising: Revengeance                     | Dolzaev                                                                                           |                                   | [ 7 ]                                     |
| 2013          | Thor: The Dark World                               | Thor                                                                                              |                                   | [ 7 ]                                     |
| 2013          | Ratchet & Clank: Into the Nexus                    | Weapon Grummel                                                                                    |                                   | [ 7 ]                                     |
| 2014          | Dragon Ball Z: Battle of Z                         | Cell                                                                                              |                                   | [ 7 ]                                     |
| 2014-2016     | Série Skylanders                                   | Doom Stone, Eye-Brawl, Buzz                                                                       |                                   | [ 37 ] [ 38 ] [ 39 ] [ 40 ] [ 41 ] [ 42 ] |
| 2014          | Lego Batman 3: Beyond Gotham                       | Superman                                                                                          |                                   | [ 7 ] [ 43 ] [ 44 ]                       |
| 2014          | World of Warcraft: Warlords of Draenor             | Gazlowe                                                                                           |                                   | [ 7 ]                                     |
| 2014          | Far Cry 4                                          | Paul "De Pleur" Harmon                                                                            |                                   | [ 7 ]                                     |
| 2014          | Infamous First Light                               | Shane                                                                                             |                                   | [ 7 ] [ 45 ]                              |
| 2014          | Infamous Second Son                                | Reggie Rowe                                                                                       |                                   | [ 7 ]                                     |
| 2014          | Knack                                              | Ryder                                                                                             |                                   | [ 7 ]                                     |
| 2014          | Spider-Man Unlimited                               | Halloween, Morlun, Homem-Areia                                                                    |                                   | [ 7 ]                                     |
| 2014          | Transformers: Rise of the Dark Spark               | Onslaught, Sideswipe                                                                              |                                   | [ 7 ]                                     |
| 2015          | Saints Row: Gat out of Hell                        | Satanás                                                                                           |                                   | [ 7 ]                                     |
| 2015          | Battlefield Hardline                               | Carl Stoddard                                                                                     |                                   | [ 7 ]                                     |
| 2015          | Final Fantasy Type-0 HD                            | Ryid Uruk                                                                                         |                                   | [ 7 ]                                     |
| 2015          | Infinite Crisis                                    | Mecha Superman                                                                                    |                                   | [ 46 ] [ 47 ]                             |
| 2015          | Heroes of the Storm                                | Gazlowe                                                                                           |                                   | [ 7 ]                                     |
| 2015          | Mad Max                                            | Outros                                                                                            |                                   | [ 48 ]                                    |
| 2015-2016     | Lego Dimensions                                    | Outros                                                                                            |                                   | [ 49 ]                                    |
| 2015          | Halo 5: Guardians                                  | Frederic-104, Jul 'Mdama                                                                          |                                   | [ 50 ]                                    |
| 2015          | StarCraft II: Legacy of the Void                   | Karax, Dragoon                                                                                    |                                   | [ 7 ]                                     |
| 2016          | Street Fighter V                                   | Guile                                                                                             |                                   | [ 7 ]                                     |
| 2016          | Marvel Heroes                                      | Green Goblin                                                                                      |                                   | [ 7 ] [ 51 ]                              |
| 2016          | Ratchet & Clank                                    | Grimroth, Gadgetron Vendor                                                                        |                                   | [ 7 ]                                     |
| 2016          | Batman: The Telltale Series                        | Harvey Dent / Two-Face                                                                            |                                   | [ 52 ]                                    |
| 2016          | Dungeons & Dragons Online                          | Dungeon Master                                                                                    | Pacote Scourge of the Slave Lords | [ 53 ]                                    |
| 2016          | World of Warcraft: Legion                          | Turalyon, Kur'talos Ravencrest                                                                    |                                   | [ 7 ]                                     |
| 2017          | Kingdom Hearts HD 2.8 Final Chapter Prologue       | Aced                                                                                              | Filme Kingdom Hearts χ Backcover  | [ 7 ]                                     |
| 2017          | Fire Emblem Heroes                                 | Ogma, Lon'qu, Camus                                                                               |                                   | [ 7 ] [ 54 ] [ 55 ]                       |
| 2017          | Marvel vs. Capcom: Infinite                        | Thor                                                                                              |                                   | [ 7 ]                                     |
| 2018          | Marvel Powers United VR                            | Thor                                                                                              |                                   | [ 7 ]                                     |
| 2018          | Pillars of Eternity II: Deadfire                   | Tekēhu                                                                                            |                                   | [ 7 ]                                     |
| 2018          | World of Warcraft: Battle for Azeroth              | Turalyon, Gazlowe                                                                                 |                                   | [ 7 ]                                     |
| 2018          | Spider-Man                                         | Wilson Fisk / Rei do Crime                                                                        |                                   | [ 56 ]                                    |
| 2018          | Middle-earth: Shadow of War                        | Castamir                                                                                          |                                   | [ 7 ]                                     |
| 2018          | Lego DC Super-Villains                             | Superman, Talon, Etrigan, Booster Gold, Hawkman Eradicator, General Zod, Metallo, Ultra-Humanoide |                                   | [ 57 ]                                    |
| 2019          | Kingdom Hearts III                                 | Aced                                                                                              |                                   | [ 7 ]                                     |
| 2019          | Star Wars Jedi: Fallen Order                       | Jaro Tapal                                                                                        |                                   | [ 7 ]                                     |
| 2020          | The Last of Us Part II                             | Fat Geralt, outros                                                                                | Também fez captura de movimento   | [ 7 ]                                     |
| 2020          | Marvel's Avengers                                  | Thor                                                                                              |                                   | [ 58 ]                                    |

### Live-action
| Ano           | Título               | Papel | Obs.                                 | Fonte                |
| ------------- | -------------------- | --- | ------------------------------------ | -------------------- |
| 2003          | Prison-A-Go-Go!      | Dr. Hurtrider |                                      | [ 59 ]               |
| 2006          | The Guardian         | Travis Finley |                                      | [ 60 ]               |
| 2009          | Nip/Tuck             | Big Jane | Ep. "Briggitte Reinhart"             | [ 61 ]               |
| 2011–2013     | Shelf Life           | Hero Man | Websérie                             | [ 62 ] [ 63 ]        |
| 2015-presente | Critical Role        | - Grog Strongjaw (Campanha 1 - Vox Machina) - Fjord Stone (Campanha 2 - The Mighty Nein) - Bertrand Bell (Campanha 3) | Websérie de role-playing, co-criador | [ 64 ] [ 65 ]        |
| 2016          | The Phoenix Incident | Mitch Adams |                                      | [ 66 ] [ 67 ] [ 68 ] |